# アディーブ・イスハーク
アディーブ・イスハーク（アルメニア語: Ադիբ Իսհակ、アラビア語: أديب إسحاق、1856年1月21日 - 1885年6月12日）は、オスマン朝時代のアルメニア系の思想家である。19世紀の歴史的シリアおよびエジプトでジャーナリストとして活躍しながら、ルソーやモンテスキューといった啓蒙思想家を参照して革命について深い考察を行い、後世のナフダ思想の展開に少なからぬ影響を与えた。

## 生涯
アディーブ・イスハークは1856年にダマスカスにて、アルメニア系の家庭に生まれ、カトリックの洗礼を受けた。ダマスカスのラザリスト会学校を出た。彼の家族は、1860年に起こったキリスト教徒虐殺に際してアブド・アルカーディルの助けを受けてベイルートへ移住し、そこで彼の父親は郵政職員をしていた。幼少期から早熟で、ダマスカス時代の学校教師からは「必ずや詩人になる」といわれていた。 
1873年に、ザフラト・アル・エデブ（文学開花協会）を創設し、1876年には会長に就いた。また、フランス領事からの依頼で『アンドロマック』をアラビア語訳したこともあった。 
1880年に渡仏し、パリのフランス国立図書館で働きながら生活していた。パリではミスル・アル・カヒラ紙を創刊したが、長くは続かなかった。また、パリの気候が彼に合わず、9か月間の滞在中に結核を患うことになった。
1881年にベイルートに戻り、さらにそこからアフガーニーの噂を聞きつけてオラービー革命前夜のエジプトに向かった。エジプトでは秘密結社「東方の星」に加わった後、ミスル紙を創刊し、ティジラ紙を創設したアフガーニーと協働した。
その後、1881年から1885年にかけてベイルートとエジプトの間を2度往復し、翌年結核で夭逝した。

## 業績
イスハークは、19世紀後半のアラブ世界において重要な思想家・ジャーナリストとして多くの業績を残した。前述のミスル紙の編集長を務め、帝国主義や専制政治に対する鋭い政治批判を展開し、師であるアフガーニーの思想を継承しつつ、フランス啓蒙思想の影響を受けた独自の「自由史観」を構築し、モンテスキューやルソーの思想をアラブ世界に紹介した。イスハークの思想は「アドル（公正）」や「ズルム（抑圧）」といったイスラーム的政治概念に代わり、「自由」や「専制」といった近代的な政治用語を広めた点でも革新的であった。
彼はまた、フランス文学の翻訳を通じて文化交流にも貢献し、前述のラシーヌの『アンドロマック』などをアラビア語に翻訳するなどの功績がある。また、政治評論『政治のあり方』では、行政や財政、司法、教育、治安などにおいて自由を基盤とする漸進的改革の必要性を訴え、同時代の思想家のムハンマド・アブドゥフにも影響を与えた。これらの業績により、イスハークはナフダ（文化的復興）に理論的基盤を提供し、大きな貢献を果たしたと岡崎は評価している。